# Berthegon
Berthegon település Franciaországban, Vienne megyében. Lakosainak száma 262 fő (2022. január 1.). Berthegon Orches, Prinçay, Saires, Savigny-sous-Faye és Sérigny községekkel határos.

## Népesség
A település népességének változása:
| Lakosok száma | 291  | 302  | 309  | 306  | 293  | 280  | 267  | 264  | 262  |
|               | 2013 | 2015 | 2016 | 2017 | 2018 | 2019 | 2020 | 2021 | 2022 |